# Starz in their eyes
Starz In Their Eyes is een single van Just Jack. De single is afkomstig van het album Overtones. Dit is het tweede album van Just Jack.
Het nummer gaat over beroemd worden en het feit dat veel mensen hier niet geschikt voor zijn.
Dit nummer is ook gebruikt als herkenningsmelodie voor het tv-programma 3 op Reis.

## Videoclip
In de videoclip vallen verscheidene 'wannabee-stars' te zien. Just Jack zelf is ook te zien, terwijl hij door een club heen loopt.

## Hitnotering
| "Starz in their eyes" in de Nederlandse Single Top 100 - binnen: 10-03-2007 | "Starz in their eyes" in de Nederlandse Single Top 100 - binnen: 10-03-2007 | "Starz in their eyes" in de Nederlandse Single Top 100 - binnen: 10-03-2007 | "Starz in their eyes" in de Nederlandse Single Top 100 - binnen: 10-03-2007 | "Starz in their eyes" in de Nederlandse Single Top 100 - binnen: 10-03-2007 | "Starz in their eyes" in de Nederlandse Single Top 100 - binnen: 10-03-2007 | "Starz in their eyes" in de Nederlandse Single Top 100 - binnen: 10-03-2007 | "Starz in their eyes" in de Nederlandse Single Top 100 - binnen: 10-03-2007 | "Starz in their eyes" in de Nederlandse Single Top 100 - binnen: 10-03-2007 | "Starz in their eyes" in de Nederlandse Single Top 100 - binnen: 10-03-2007 | "Starz in their eyes" in de Nederlandse Single Top 100 - binnen: 10-03-2007 | "Starz in their eyes" in de Nederlandse Single Top 100 - binnen: 10-03-2007 |
| Week                                                                        | 1                                                                           | 2                                                                           | 3                                                                           | 4                                                                           | 5                                                                           | 6                                                                           | 7                                                                           | 8                                                                           | 9                                                                           | 10                                                                          |                                                                             |
| --------------------------------------------------------------------------- | --------------------------------------------------------------------------- | --------------------------------------------------------------------------- | --------------------------------------------------------------------------- | --------------------------------------------------------------------------- | --------------------------------------------------------------------------- | --------------------------------------------------------------------------- | --------------------------------------------------------------------------- | --------------------------------------------------------------------------- | --------------------------------------------------------------------------- | --------------------------------------------------------------------------- | --------------------------------------------------------------------------- |
| Nummer                                                                      | 68                                                                          | 64                                                                          | 79                                                                          | 69                                                                          | 75                                                                          | 66                                                                          | 57                                                                          | 79                                                                          | 68                                                                          | 95                                                                          | uit                                                                         |

| "Starz in their eyes" in de Vlaamse Ultratop 50 - binnen: 31-03-2007 | "Starz in their eyes" in de Vlaamse Ultratop 50 - binnen: 31-03-2007 | "Starz in their eyes" in de Vlaamse Ultratop 50 - binnen: 31-03-2007 | "Starz in their eyes" in de Vlaamse Ultratop 50 - binnen: 31-03-2007 | "Starz in their eyes" in de Vlaamse Ultratop 50 - binnen: 31-03-2007 | "Starz in their eyes" in de Vlaamse Ultratop 50 - binnen: 31-03-2007 | "Starz in their eyes" in de Vlaamse Ultratop 50 - binnen: 31-03-2007 | "Starz in their eyes" in de Vlaamse Ultratop 50 - binnen: 31-03-2007 | "Starz in their eyes" in de Vlaamse Ultratop 50 - binnen: 31-03-2007 | "Starz in their eyes" in de Vlaamse Ultratop 50 - binnen: 31-03-2007 |
| Week                                                                 | 1                                                                    | 2                                                                    | 3                                                                    | 4                                                                    | 5                                                                    | 6                                                                    | 7                                                                    | 8                                                                    |                                                                      |
| -------------------------------------------------------------------- | -------------------------------------------------------------------- | -------------------------------------------------------------------- | -------------------------------------------------------------------- | -------------------------------------------------------------------- | -------------------------------------------------------------------- | -------------------------------------------------------------------- | -------------------------------------------------------------------- | -------------------------------------------------------------------- | -------------------------------------------------------------------- |
| Nummer                                                               | 43                                                                   | 31                                                                   | 35                                                                   | 36                                                                   | 29                                                                   | 37                                                                   | 38                                                                   | 41                                                                   | uit                                                                  |